# Anthocarapa nitidula
Anthocarapa nitidula är en tvåhjärtbladig växtart som först beskrevs av George Bentham, och fick sitt nu gällande namn av Pennington och D.J. Mabberley. Anthocarapa nitidula ingår i släktet Anthocarapa och familjen Meliaceae. Inga underarter finns listade i Catalogue of Life.